# 張闓 (後漢)
張 闓（ちょう がい、生没年不詳）は、中国後漢末期の武将。
陶謙に仕えた。『三国志』武帝紀の注に引く「呉書」によれば都尉の官にあった。193年、徐州の戦乱を避けて、曹操の元へ逃れようとした曹嵩の道中護衛役として陶謙に派遣されたが、泰山付近の費・葉両県の境目で曹嵩を殺害し、財物を奪って淮南に逃走したとされる。曹嵩殺害の経緯には諸説あり、信憑性は定かではない。
また、『後漢書』陳敬王羨伝の注に引く謝承の「後漢書」によれば、淮南の袁術が197年に陳国へ侵攻し、陳王の劉寵と国相の駱俊を殺させた際、駱俊の下に使わした人物として「部曲将張闓」の名がある。

## 三国志演義の張闓
小説『三国志演義』では「呉書」の説が採用され登場している。張闓が曹嵩と曹徳ら家族を皆殺しにして逃走したため、曹操による陶謙攻撃と徐州虐殺が起きたことにされている。また、元黄巾賊の残党という設定になっている。